# Жан III (граф Суассона)

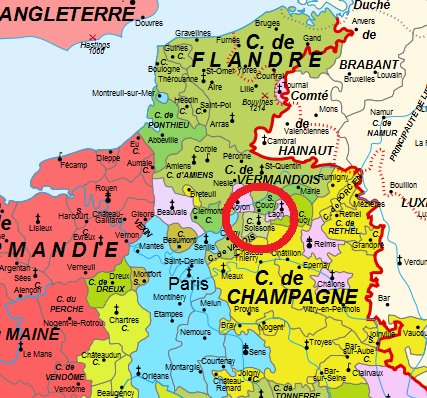

Жан III де Нель (Jean III de Nesle) (ум. до 8 октября 1286) – граф Суассона с 1270/1272, сеньор де Шиме.

## Биография
Жан III родился между 1235 и 1241 годами в семье Жана II Суассонского и его жены Марии де Шиме. Наследовал отцу в качестве графа Суассона, от матери получил в наследство сеньорию Шиме.
Женился (не позднее мая 1256) на Маргарите де Монфор, дочери графа Амори VI де Монфора. Известны пять их детей:
- Мария де Нель (умерла после 1272), жена Ги де Сен-Реми
- Жан IV, граф Суассона
- не известная по имени дочь, жена Эсташа IV де Конфлана, сеньора де Марейля
- Рауль де Нель (убит в битве при Куртре 11 июля 1302)
- Ошье де Нель.